# Thunder Blade
Thunder Blade (サンダーブレード) est un jeu vidéo développé et commercialisé par Sega sur borne d'arcade en 1987. Il s’agit d’un shoot them up alternant défilement vertical et rail shooter. Le jeu a été porté sur divers plates-formes à partir de 1988. La version Mega Drive est intitulée Super Thunder Blade.

## Système de jeu
Thunder Blade est shoot them up. Le joueur est aux commandes d'un hélicoptère et doit progresser dans des niveaux qui alternent des phases en vue de dessus à défilement vertical et des phases rail shooter en vue arrière à la façon de Space Harrier.

## Exploitation
Le jeu d'arcade fut proposé en deux configurations. La première, classique, en position debout, supporte les vibrations du joystick analogique. Le second modèle, en position assise, reproduit grossièrement l'habitacle d'un hélicoptère. Le joystick est notamment positionné sur un long manche à balai, situé entre les genoux du joueur. Les deux modèles présentent une manette de gaz.
Tiertex a adapté le jeu sur les ordinateurs personnels Amiga, Atari ST, Commodore 64, DOS, MSX, Amstrad CPC et ZX Spectrum. Une cassette audio regroupant dix chansons du groupe de new wave britannique Art of Noise, tiré de l'album In No Sense? Nonsense!, fut proposé en bonus.
La version Mega Drive a été rééditée sur Wii en 2007.
En 1986, Sega commercialise au Japon une série de puzzles à l'effigie de ses franchises à succès, dont Thunder Blade